# Erscheinung des Herrn (Treffelstein)

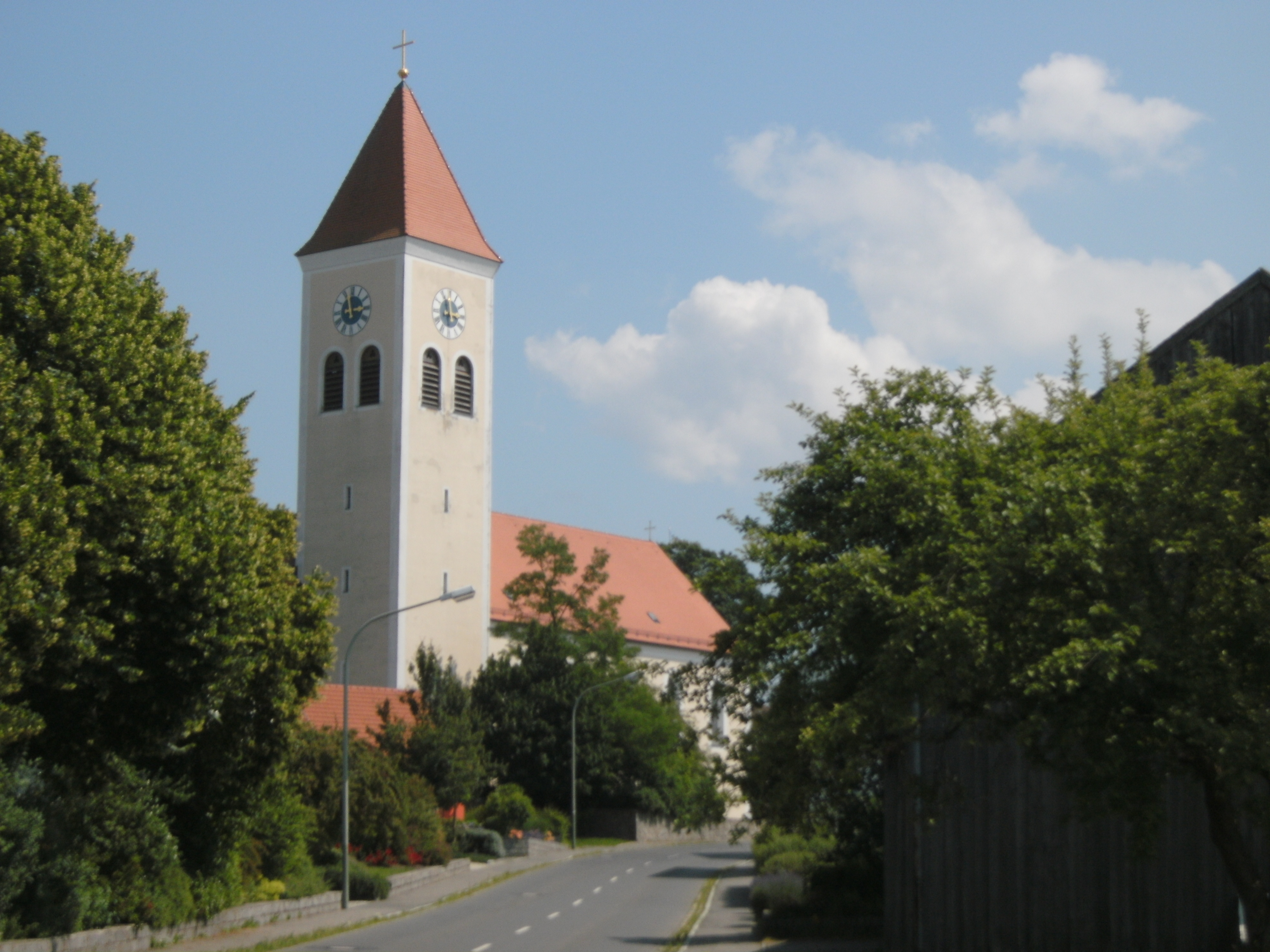
Erscheinung des Herrn (Treffelstein)

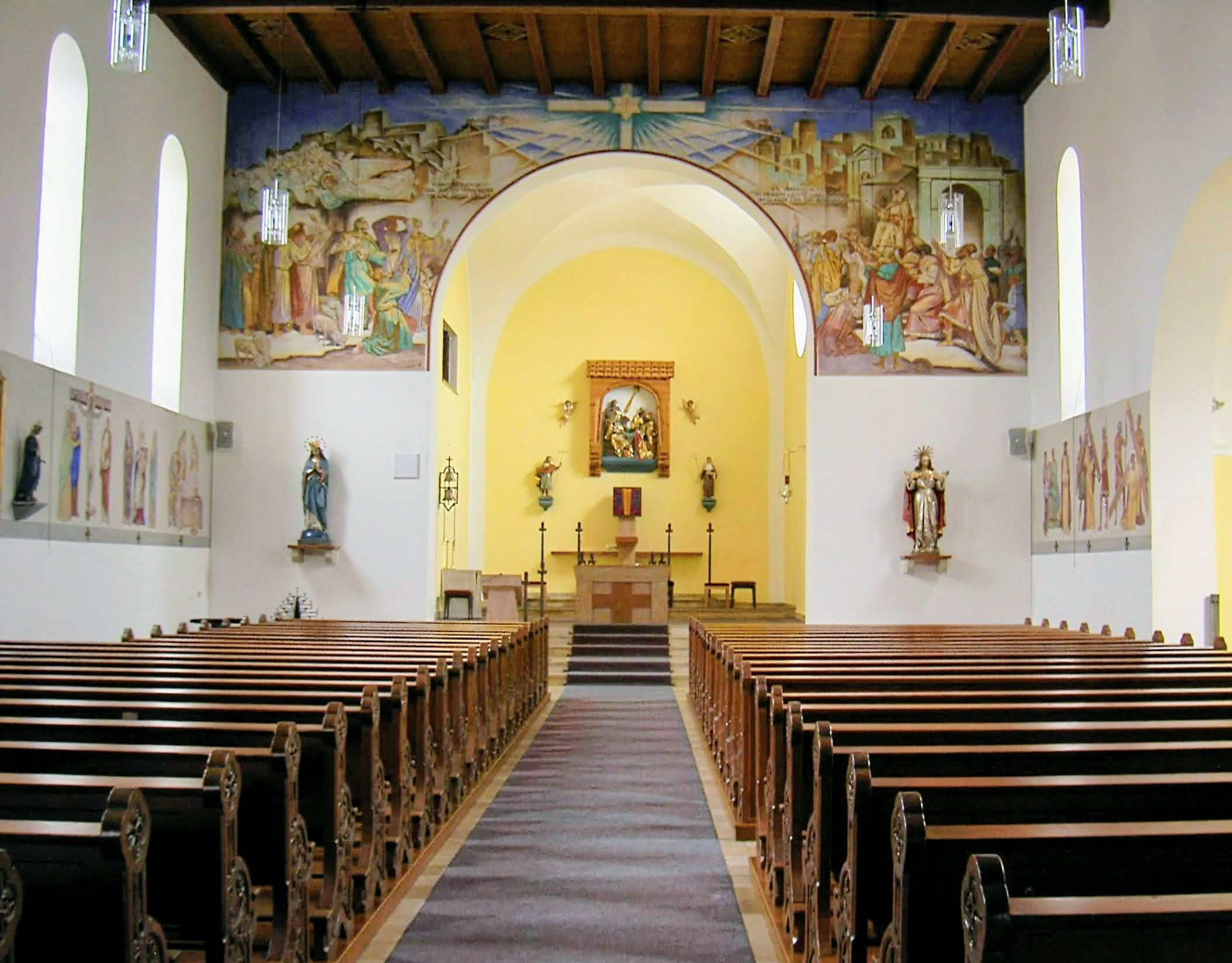
Innenansicht

Die römisch-katholische, denkmalgeschützte Pfarrkirche Erscheinung des Herrn steht in Treffelstein, einer Gemeinde im Landkreis Cham in der Oberpfalz. Die Kirche gehört zum Bistum Regensburg. Das Bauwerk ist unter der Denkmalnummer D-3-72-165-2 als Baudenkmal in die Bayerische Denkmalliste eingetragen.

## Beschreibung
Die 1934 gebaute Saalkirche besteht aus einem Langhaus, das mit einem Satteldach bedeckt ist, einem dreiseitig geschlossenen Chor im Norden und der dreiseitig geschlossenen Kapelle an der Ostseite des Langhauses, die beide von der 1727–29 gebauten Vorgängerkirche beibehaltenen wurden, und dem Chorflankenturm an der Westseite des Chors, der mit einem Pyramidendach bedeckt ist. Das oberste Geschoss des Chorflankenturms beherbergt die Turmuhr und hinter den als Biforien gestalteten Klangarkaden den Glockenstuhl.
Der Innenraum des Langhauses ist mit einer Holzbalkendecke überspannt. Die Fresken an den Wänden und den Bilderzyklus des Kreuzweges hat 1936/37 Georg Winkler geschaffen. Zur Kirchenausstattung gehört ein Hochaltar, dessen Altarretabel an der Westwand aufgehängt wurde.